# سلطانعلي
سلطانعلي (بالفارسية: سلطانعلی) هي قرية تقع في غلستان في إيران. يقدر عدد سكانها بـ 1,405 نسمة .